# メルバトースト
メルバトースト（Melba toast）は、しっかりと乾くまでカリカリに焼き上げられた、非常に薄くスライスされたトーストで、スープやサラダに添えて出されたり、溶けたチーズやパテを載せて出される。この名称はオーストラリアのオペラ歌手ヘレン・ポーター・ミッチェルの芸名であったデイム・ネリー・メルバに由来している。この名称は1897年に、体調を崩したメルバが、もっぱらこれだけを口にしていたことから用いられるようになったものと考えられている。メルバのためにこのトーストを考案したシェフ、オーギュスト・エスコフィエは彼女のファンであり、彼女のためのデザートとしてピーチ・メルバ（ペーシュ・メルバ）も考案していた。名称は、ホテルの経営者であったセザール・リッツがエスコフィエと話し合って決めたものであろうと推測されている。
メルバトーストは、通常は、普通にトーストを焼くようにして軽く焼かれた1枚のトーストを使って作る。トーストの外側が少し焦げる程度に焼けたら、トースターから出して、最初の半分の厚さになるように、パン切りナイフで薄く切る。こうして出来た2枚の薄いトーストを再びトースターで焼き、メルバートーストが出来上がる。メルバトーストは売り物として入手することも可能であり、ひところは歯が生え始めた幼児に、噛む食べ物として与えることがあった。
1925年、高名な医師メイヨー兄弟は女優エセル・バリモアに「18日間減食ダイエット」を施した。その食事メニューの中にはメルバトーストが含まれており、これがきっかけで当時はメルバトーストが一挙に広まった。メルバトーストは、他の料理の詰め物（ファルス）やドレッシングとして使われることもある。